# Boeing C-32
El Boeing C-32 es un avión militar de transporte de pasajeros, fabricado por la compañía estadounidense Boeing, basado en el diseño del Boeing 757. Esta aeronave es empleada únicamente por la Fuerza Aérea de los Estados Unidos. El C-32 es empleado en el transporte de los líderes políticos estadounidenses, principalmente al vicepresidente de los Estados Unidos, para lo cual es denominado bajo el distintivo Air Force Two. También es empleado por la primera dama de los Estados Unidos y ocasionalmente por miembros del Gabinete de los Estados Unidos y del Congreso de los Estados Unidos.
El C-32 tiene la posibilidad de operar desde pistas de aterrizaje más cortas que el Boeing VC-25, por lo que alguna vez los presidentes Joe Biden, Donald Trump, Barack Obama, George W. Bush y Bill Clinton han volado en el C-32 como Air Force One en lugar del habitual Boeing VC-25.

## Desarrollo
El C-32 es una versión militar del Boeing 757-200, seleccionado con el Gulfstream C-37 para reemplazar a la vetusta flota de Boeing VC-137 Stratolifter. Los aviones son operados por la 89th Airlift Wing en la Base Aérea de Andrews.

### Diseño

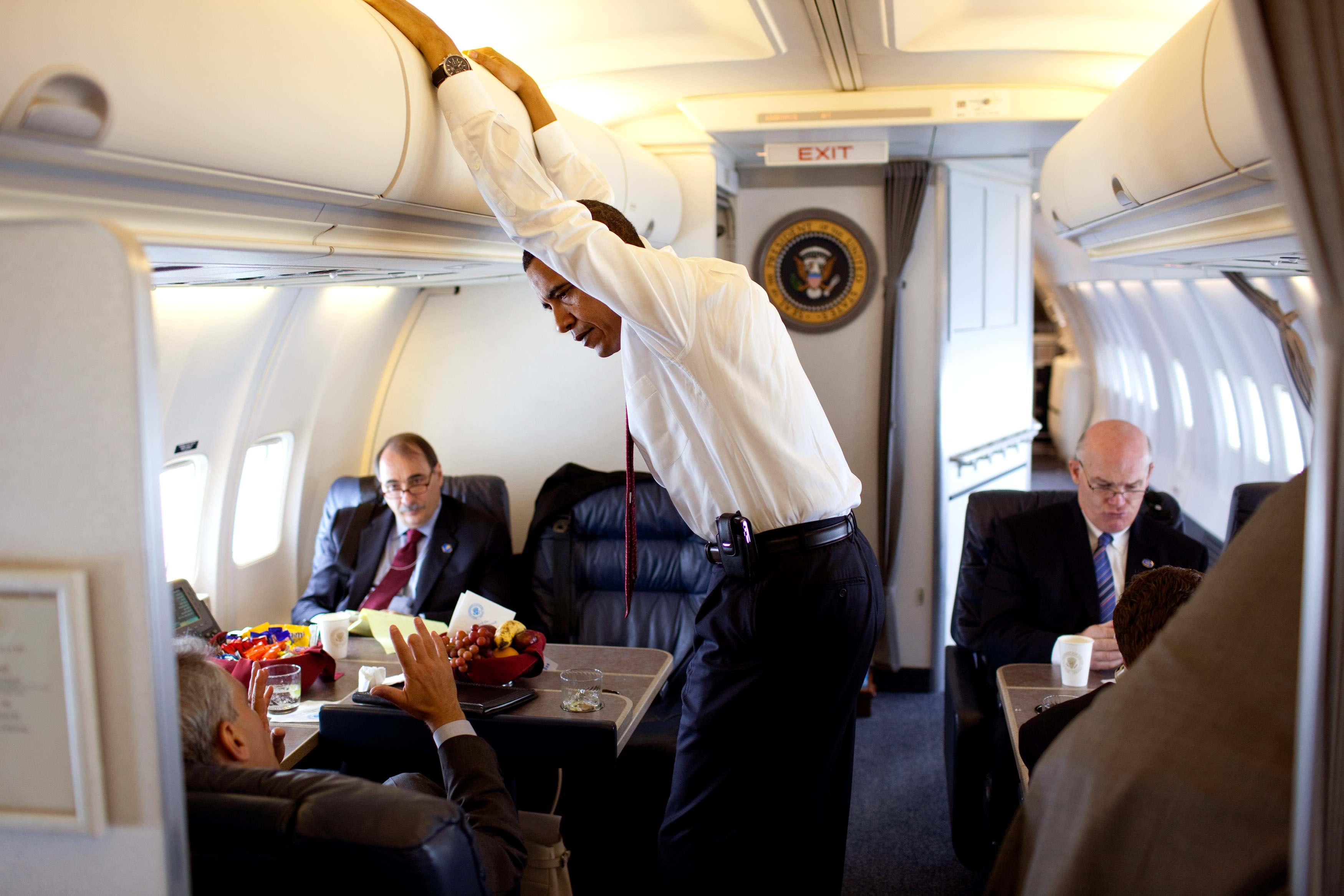
El Presidente de los Estados Unidos Barack Obama a bordo de un C-32 en 2009.

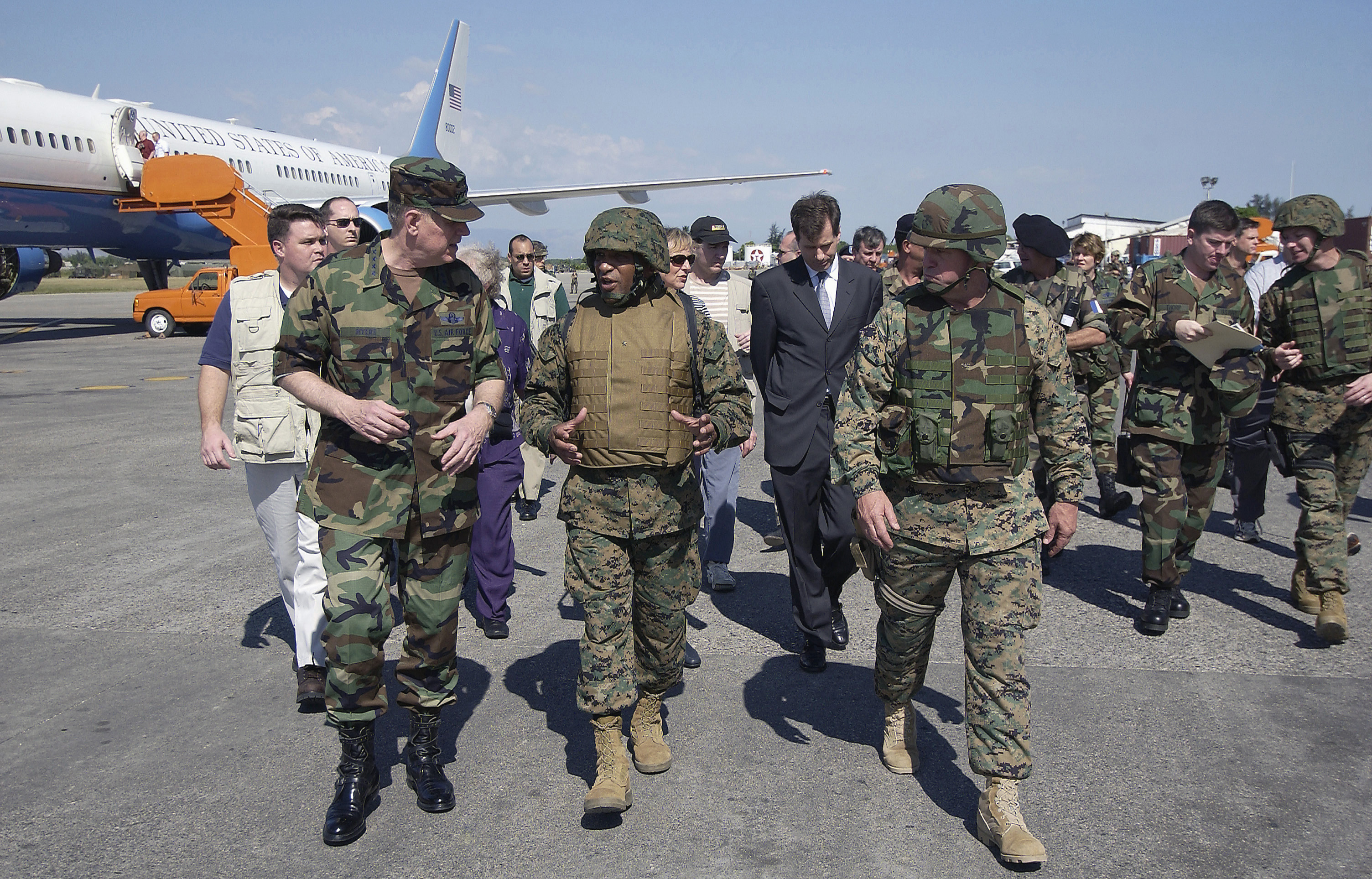
El presidente del Estado Mayor Conjunto, el general Richard B. Myers, llegó al aeropuerto de Port-au-Prince con un Boeing C-32 durante una visita a Haití en 2004.

El C-32 es una versión configurada de un modo específico a partir del Boeing 757-200. El fuselaje del C-32 es idéntico al del Boeing 757-200, pero tiene un interior totalmente remodelado y aviónica más sofisticada. La cabina de pasajeros está dividida en cuatro secciones.
En agosto de 1996 se adjudicó un contrato por cuatro aviones, complementados por el más pequeño C-37A para reemplazar la vieja flota de aviones VC-137. El primer avión fue entregado a la 89th Airlift Wing en la Base de la Fuerza Aérea Andrews, Maryland, a finales de junio de 1998.
En 2010 se adquirieron otros dos Boeing 757 de segunda mano para uso gubernamental, aunque no está claro por qué agencia son operados; se les ha asociado con frecuencia con el Equipo de Apoyo a Emergencias Extranjeras del Departamento de Estado de los Estados Unidos. Los dos aviones adicionales, designados C-32B, se han modificado con equipo de reabastecimiento aéreo de combustible y depósitos de combustible de alcance extendido, lo que les da un alcance de 6000 millas náuticas (6900 millas; 11 000 km).
La administración Trump incluyó 6 millones de dólares en su propuesta de presupuesto federal de 2018 para estudiar reemplazos para el C-32A.

## Variantes
C-32A
Transporte militar basado en el Boeing 757-200, cuatro construidos.
C-32B
Boeing 757-200 civiles adquiridos y reformados para mismo uso, dos convertidos.

## Operadores
Estados Unidos

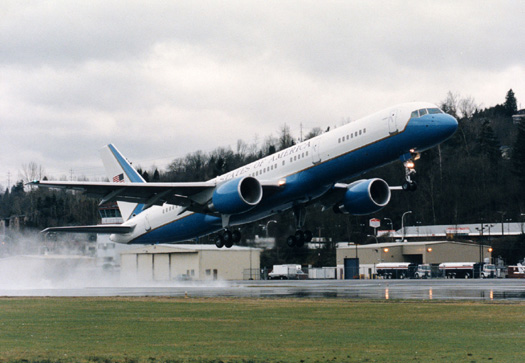
Un C-32 despegando.

- Fuerza Aérea de los Estados Unidos
- Guardia Aérea Nacional de Nueva Jersey

## Especificaciones (C-32A)

### Características generales
- Tripulación: 16 tripulantes de vuelo (varía dependiendo de la misión)
- Capacidad: 45 pasajeros
- Longitud: 47,3 m (155,2 ft)
- Envergadura: 38 m (124,6 ft)
- Altura: 13,6 m (44,5 ft)
- Peso máximo al despegue: 116 100 kg (255 884,4 lb)
- Planta motriz: 2× turbofán Pratt & Whitney PW2040.
  - Empuje normal: 185 kN (18 864 kgf; 41 590 lbf) de empuje cada uno.

### Rendimiento
- Velocidad máxima operativa (Vno): 968 km/h (602 MPH; 523 kt) (Mach 0,8)
- Alcance: 11 100 km (5994 nmi; 6897 mi) sin repostar
- Techo de vuelo: 12 800 m (41 995 ft)

## Aeronaves relacionadas

### Desarrollos relacionados
- Boeing 757

### Aeronaves similares
- Boeing VC-25

### Secuencias de designación
- Secuencia C-_ (Aviones de Carga estadounidenses, 1962-presente): ← C-28 - C-29 - C-31 - C-32 - C-33 - C-35 - C-36 →